# Amizur

S
Amizur – miasto w północnej Algierii, w prowincji Bidżaja.